# Governatorato di Laodicea
Il governatorato di Laodicea è uno dei quattordici governatorati della Siria. Il capoluogo è la città di Laodicea.
Il governatorato è situato nella parte settentrionale del Paese al confine con la Turchia ed è bagnato dal Mar Mediterraneo.

## Distretti
Il Governatorato è diviso in quattro distretti:
- distretto di Laodicea
- distretto di Jableh
- distretto di Qardaha
- distretto di al-Haffah